# Camoensia (insecten)
Camoensia is een geslacht van rechtvleugeligen uit de familie Pyrgomorphidae. De wetenschappelijke naam van dit geslacht is voor het eerst geldig gepubliceerd in 1882 door Bolívar.

## Soorten
Het geslacht Camoensia  is monotypisch en omvat slechts de volgende soort:
- Camoensia insignis (Bolívar, 1882)